# Therese Trethan
Therese Trethan (* 17. Juni 1879 in Wien; † 22. Juni 1957 ebenda; auch Theresia Trethan oder Therese Meier) war eine österreichische Kunsthandwerkerin, Modeentwerferin, Malerin und Fachlehrerin. Sie war Mitbegründerin der Wiener Kunst im Hause und 1907 deren Präsidentin. Trethan arbeitete für die Wiener Werkstätte. Sie war Mitglied des Deutschen Werkbundes und Gründungsmitglied des Österreichischen Werkbundes. Sie gehörte zur Vereinigung bildender Künstlerinnen Österreichs. 1938 war sie Vorsitzende der Vereinigung Wiener Arbeitsbund.

## Leben und Werk
Therese Trethans Eltern waren Theresia Trethan, geb. Wolfram (* 1851; † unbekannt), und Ferdinand Trethan (1845–1916), Leiter eines Tapezierbetriebs. Von 1897 bis 1902 besuchte Therese Trethan die Wiener Kunstgewerbeschule. Sie gehörte zur Fachklasse für Architektur bei Oscar Beyer und erwarb einen Abschluss als Musterzeichnerin für Stickerei. Von 1899 bis 1902 studierte sie in der Klasse für Ornament-, Tier- und Blumenmalerei bei Rudolf Ribarz sowie bei Koloman Moser. In den Jahren 1900 bis 1902 war sie Teilnehmerin im keramischen Kurs bei Friedrich Linke. 1903/04 besuchte sie einen Kurs für Buchbinderei.
Trethan war 1901 mit zwei weiteren Studentinnen Mosers (Jutta Sika, Marietta Peyfuss) und sieben Studierenden aus der Klasse Hoffmann (Else Unger, Gisela von Falke, Emil Holzinger, Karl Sumetsberger, Wilhelm Schmidt, Hans Vollmer, Franz Messner) Mitbegründerin des Vereins Wiener Kunst im Hause (seit 1922 oder 1925 Wiener Arbeitsbund), einem Vorläufer der Wiener Werkstätte. Zu dieser Gruppe stießen 1902 noch die Künstler Leopold Forstner und Michael Powolny. Die Gruppe entwarf Möbel und Wohnungseinrichtungen wie Teppiche, Leuchten, Tischwäsche, Vasen und Geschirr und präsentierte diese in Ausstellungen. Das Neue Wiener Tagblatt besprach erste Ausstellung der Gruppe im November 1901 im Palais Herberstein mit dem Worten

„Die kühnsten Neuerungen führt uns die Gruppe der ‚Wiener Kunst im Hause‘ vor, was vielleicht darin seinen Grund hat, daß hier die Jugend das entscheidende Wort führt. Von bleibendem praktischen Werth scheinen uns die Gläser von Baronesse Falke und das Tafelservice von Trethan zu sein; die bizarre Bemalung des Porzellans verringert nicht den Werth der richtigen Formung des Suppentellers – mehr Schüsselchen als Teller. … Ein Besuch der Ausstellung wird übrigens jedem Vergnügen und manche Anregung bringen.“

Gemeinsam mit Jutta Sika und Emanuel Josef Margold entwarf Trethan die Kostüme für Max Mells Pantomime Die Tänzerin und die Marionette beim Künstlerfest in Weigls Dreherpark. Als Tänzerin trat dort Grete Wiesenthal auf. Die Inszenierung stammte von Eduard Josef Wimmer-Wisgrill.

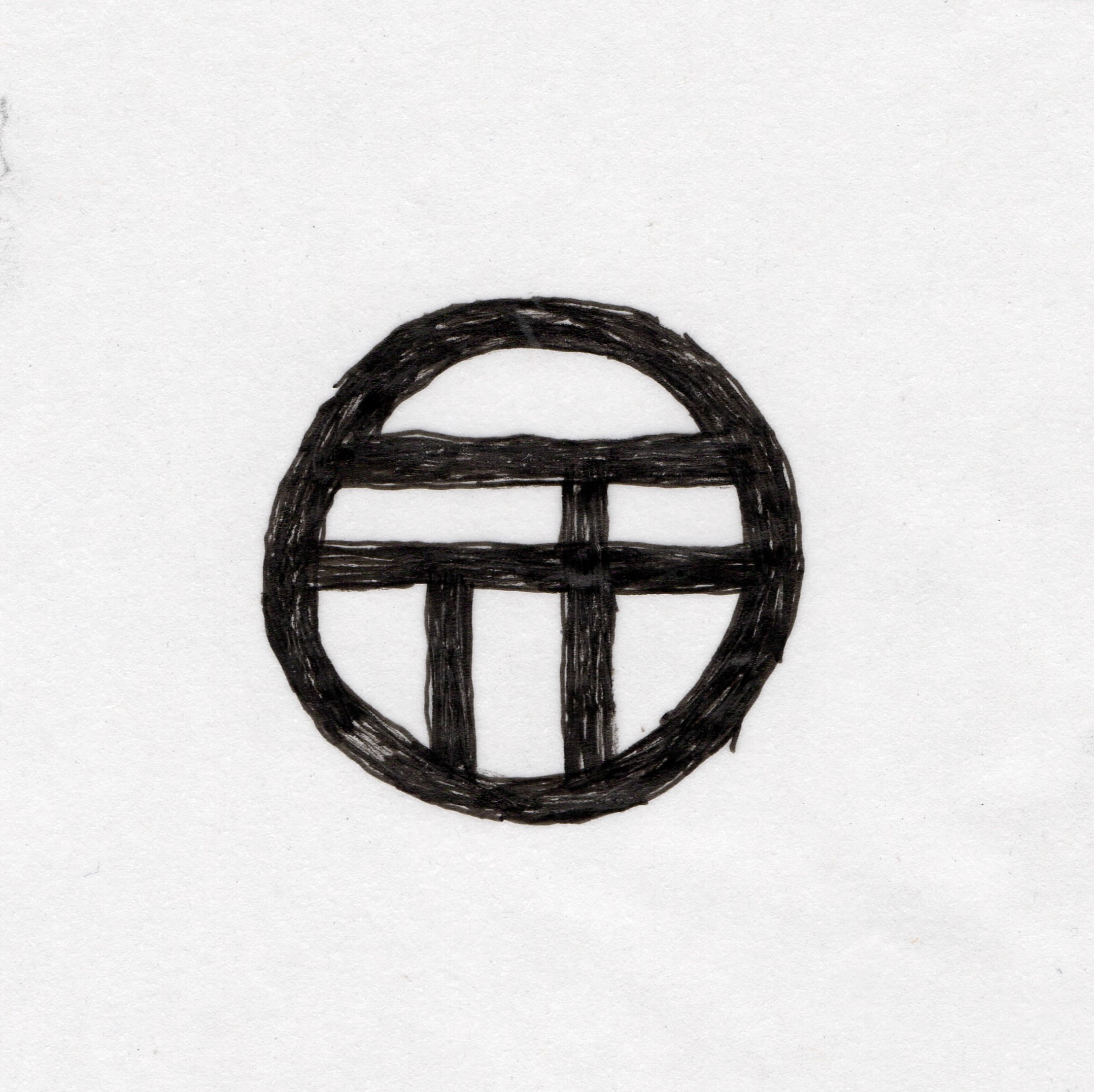
Handskizze des Monogramms von Therese Trehan in der Wiener Werkstätte (kein Original der Künstlerin)

Trethans Berufstätigkeit umfasste verschiedenen Bereiche im Kunsthandwerk und Design. Sie fertigte schon in der Studienzeit Reformkleider nach eigenen Entwürfen. Später gestaltete sie Bühnenkostüme. 1905 bis 1910 war sie für die Wiener Werkstätte (WW) tätig. Das WW-Programm von 1905 nannte sie als einzige Frau namentlich. Sie wurde als Malerin geführt. Die Künstlerin gestaltete die Oberflächen von Objekten wie Schachteln und Wetterhäuschen (Entwürfe der Formen für die Rohlinge von Josef Hoffmann) sowie Holzeier, Spielzeug oder auch Paravents (Koloman Moser). Ihr Monogramm bei der Werkstätte bestand aus zwei unterschiedlich großen, ineinandergreifenden T-Buchstaben in einem Kreis.
Während es 1. Weltkrieges arbeitete Therese Trethan als freiwillige Hilfspflegerin und erhielt dafür 1916 die Bronzene Ehrenmedaille des Roten Kreuzes. An verschiedenen Berufsschulen in Wien übte sie in der Zeit zwischen 1904 und 1944 eine Lehrtätigkeit in den Fächern Zeichnen und Kostümkunde aus. 1919 wurde ihr dafür der Titel Fachlehrerin für gewerbliche Fortbildungsschulen verliehen.
Die Porzellanentwürfe von Therese Trethan waren zeitlos mit einfachem Dekor und klaren Formen. Die Firmen Ernst Wahliss, Wiener Porzellan-Manufaktur Josef Böck sowie Porzellan-Manufaktur Burgau a.d. Saale Ferdinand Selle produzierten ihr Geschirr. Auch für die Glaswarenersteller Loetz und Kralik sowie E. Bakalowits Söhne arbeitete sie.
Im Jahr 1947 heiratete sie den Emailleur und Bildhauer Emil Meier (1877–1958), den Witwer der Künstlerkollegin Johanna Meier-Michel (1876–1945; auch Mayer-Michel).

## Mitgliedschaften
Sie war Mitbegründerin der Wiener Kunst im Hause und 1907 deren Präsidentin. Sie war Mitglied des Deutschen Werkbundes und Gründungsmitglied des Österreichischen Werkbundes. Sie gehörte zur Vereinigung bildender Künstlerinnen Österreichs. 1938 war sie Vorsitzende der Vereinigung Wiener Arbeitsbund.

### Ausstellungen
- 1901: Ausstellung der Kunstgewerbeschulen Wien und Prag[4]
- 1901/02, 1902/03 und 1903/04: Winterausstellungen des Österreichischen Museums für Kunst und Industrie, Wien
- 1901/02: Ausstellung Kunstgewerbeverein Wiener Kunst im Hause, Palais Herberstein, Wien
- 1902: Deutsch-Nationale Kunst-Ausstellung, Düsseldorf[5]
- 1902: Exhibition of Fine Art and Decorative Furnischings, London
- 1902: Wien, 13. Secessionsausstellung
- 1902: Wiener Kunst im Hause 15. Secessionsausstellung, Wien
- 1903: Ausstellung der Kunstgewerbeschule Wien
- 1903: 17. Secessionsausstellung, Wien
- 1903/04: Internationale Ausstellung Die Kinderwelt, St. Petersburg, dort erhielt sie eine „ehrenvolle Erwähnung“[6]
- 1904: Weltausstellung St. Louis, dort erhielt sie eine Bronzemedaille
- 1904: Der gedeckte Tisch, Brünn[7]
- 1905: Wiener Kunst im Hause, Wiener Christkindlmarkt
- 1908 Kunstschau Wien[8]
- 1909: Internationale Kunstschau Wien[9]
- 1909/10 und 1910/11: Ausstellung österreichisches Kunstgewerbe im Österreichischen Museums für Kunst und Industrie
- 1912: Frühjahrsausstellung österreichisches Kunstgewerbe im Österreichischen Museums für Kunst und Industrie
- 1915/16: Mode-Ausstellung im Säulenhof des österreichischen Museums, Wien[10]
- 1925: Exposition Internationale des Arts Decoratifs et Industriels Modernes, Paris, dort erhielt sie eine „Paris: Mention Honorable“[11]
- 1927: Europäisches Kunstgewerbe, Leipzig
- 1930: Jubiläumsausstellung der Vereinigung bildender Künstlerinnen Österreichs, Hagenbund
- 1930: Wiener Arbeitsbund

### Arbeiten (Auswahl)
- 1900: Entwurf für ein Monogramm SW[12]
- 1900: Entwurf für ein Teeservice mit Tee-, Milchkanne, Tasse und Zuckerdose[13]
- nach 1900: Entwurf für eine Tasse mit Unterteller[14]
- 1900: Dekorentwürfe für eine Platte mit runden Vertiefungen am Rand[15]
- 1900: Dekorentwurf für einen Tellerrand[16]
- 1900: Dekorentwürfe für einen Tellerrand[17]
- 1900: Dekorentwürfe für einen Tellerrand[18]
- 1900: Dekor „Agnes“[19]
- 1900: Dekor Dekor „Agnes“[20]
- 1900: Dekor 600[21]
- 1900: Tasse[22]
- 1900: Untertasse[23]
- 1900: Dekorentwurf für einen Unterteller[24]
- 1900: Dekorentwurf für einen Tellerrand[25]
- um 1900: Entwürfe für Tellerranddekore[26]
- nach 1900: Entwurf für eine Tasse mit Unterteller[27]
- nach 1900: Entwurf für eine Tasse mit Unterteller[28]
- nach 1900: Entwurf für eine Dessertschüssel[29]
- 1901: Künstlerkleid[30]
- 1901/02: Speiseservice[31]
- 1900/05: Terrine[32]
- 1900/05: Deckel[33]
- 1903 Entwurf für ein Tee-, Kaffeeservice[34]
- 1903: Entwurf für Service[35]
- 1903/07: Marmorpapier[36]
- vor 1904: Gefäß[37]
- vor 1904: Deckel[38]
- vor 1904: Kanne[39]
- vor 1904: Dose, Zuckerdose[40]
- vor 1904: Kanne[41]
- vor 1904: Deckel[42]
- vor 1904: Deckel[43]
- um 1905: Vier „Holzfiguren“ Spielzeug[44]
- um 1905: „Holzfigur“-Spielzeug[45]
- um 1905: „Holzfigur“-Spielzeug[46]
- um 1905: „Holzfigur“-Spielzeug[47]
- um 1905: „Holzfigur“-Spielzeug[48]
- um 1905 „Holzfigur“-Spielzeug[49]
- um 1905: Osterei[50]
- 1905: Ostereier klein oder Ostereier gross[51]
- 1905: „Holzfigur“-Spielzeug[52]
- 1905: „Dose“ achteckig[53]
- 1905: Teegeschirr[54]
- 1905: Porzellangeschirr[55]
- 1905/07: „Holzfigur“-Spielzeug[56]
- um 1906: Osterei[57]
- 1906: „Holzei bemalt“[58]
- 1906: Paravent – Wandschirm[59]
- 1906: Paravent[60]
- 1906: Plaketten für eine Kassette nach dem Entwurf von Carl Otto Czeschka, ein Geschenk der Škoda-Werke in Pilsen an Kaiser Franz Josef[61]
- 1906: Prunkkassette (Emailarbeiten TT)[62]
- 1906: „Wetterhäuschen“[63]